# Rich Tommaso
Rich Tommaso (né en 1970 à Englewood) est un auteur de bande dessinée américain.

## Œuvres publiées en français
- Black Star. La Véritable Histoire de Satchel Paige (dessin), avec James Sturm (scénario), Delcourt, coll. « Outsider », 2009.
- Peter et Miriam, Çà et là, 2010.
- Sam Hill, Çà et là :

1. Les Débuts, 2012.

## Prix et récompenses
- 2008 : Prix Eisner du meilleur travail inspiré de la réalité pour Black Star. La Véritable Histoire de Satchel Paige (avec James Sturm)